# Милосавци
Милосавци — населенный пункт в общине Лакташи, которая принадлежит энтитету Республике Сербской, Босния и Герцеговина. По результатам югославской переписи населения 1991 года в Милосавцах проживало 595 человек.

## Спорт
В Милосавцах базируется ФК Жупа Милка, местный футбольный клуб. Из Милосавцев родом Милош Шестич, сербский футболист.

## Население
| 1961                           | 1971 | 1981 | 1991 | - | - | - |
| ------------------------------ | ---- | ---- | ---- | - | - | - |
| 818                            | 750  | 657  | 595  | - | - | - |
| Гистограмма динамики населения |      |      |      |   |   |   |

### Национальный состав
1971 год:
- Сербы — 742
- Хорваты — 2
- Югославы — ?
- Другие — 6

1981 год:
- Сербы — 626
- Хорваты — 0
- Югославы — 27
- Другие — 4

1991 год:
- Сербы — 574
- Хорваты — 0
- Югославы — 14
- Другие — 7